# Delias periboea
Delias periboea is een vlindersoort uit de familie van de Pieridae (witjes), onderfamilie Pierinae.
Delias periboea werd in 1819 beschreven door Godart.